# アンガス・ガードナー
アンガス・ガードナー（Angus Gardner、1984年8月24日 - ）は、オーストラリアのラグビーユニオンレフリー（審判員）。オーストラリア・シドニー出身。

## 略歴
15歳の時レフリーになる。
2012年、スーパーラグビーのレフリーを初担当。
その後2015年、2015年W杯の担当レフリーになって現在も継続中。
また日本代表がラグビーW杯にてアイルランド戦で初勝利したアイルランド戦(通称・静岡の奇跡)の主審を務めた。

## 受賞歴
- ワールドラグビー最優秀レフリー賞:2018年[6]